# Kruszwica (stacja kolejowa)
Kruszwica – stacja kolejowa czynna w ruchu towarowym w Kruszwicy, w województwie kujawsko-pomorskim, w Polsce.
Współczesny budynek dworcowy pochodzi z lat 1960–1965.